# Serge Crèvecoeur
Serge Crèvecoeur (Elsene, 1 oktober 1971) is een Belgisch basketbalcoach.

## Carrière
Voordat Crèvecoeur basketbalcoach werd was hij actief in de banksector bij ING en UniCredit. Hij begon zijn coachingscarrière bij Royal Linthout BC en daarna BC Sombreffe. In 2008 werd hij coach van derdeklasser Excelsior Brussels hij promoveerde met de club in 2009 naar de tweede klasse. In 2013 kreeg de club een C-licentie en mocht daarom twee seizoenen lang aantreden in de hoogste klasse. Deze licentie werd daarna verlengd en Crèvecoeur bleef coach van de club tot in 2017. Hij haalde met de club in 2015/16 voor de eerste keer de play-offs en het seizoen erop speelden ze voor het eerst Europees basketbal. In het seizoen 2016/17 speelde Brussels ook de finale van de competitie maar verloor met 3-1 van Telenet Oostende.
In augustus 2017 verlaat hij Brussels voor het Franse Élan Pau-Lacq-Orthez en zijn assistent Laurent Monier werd hoofdcoach van Brussels. Bij de Franse ploeg bleef hij coach tot in februari 2018 toen hij ontslagen werd. Hij keerde terug naar Brussels als hoofdcoach het seizoen erop. Hij was twee seizoenen lang coach van Brussels voordat hij de club verliet die op dat moment in financiële problemen zat. Hij was gedurende het seizoen 2020/21 coach van het Franse BCM Gravelines Dunkerque maar werd in mei ontslagen en assistent Sébastien Devos nam over. Hij werd daarna coach van het Franse ESSM Le Portel Côte d'Opale en bleef er coach tot in januari 2022.
In juni 2023 werd Crèvecoeur opnieuw coach van Brussels en volgde daarmee Jean-Marc Jaumin op.

## Privéleven
Zijn vader Guy Crèvecoeur was ook een basketbalcoach.